# Ett Helicons blomster
Ett Helicons blomster är en dikt av Gustaf Fröding. Den ingår i diktsamlingen Gitarr och dragharmonika (1891), efter Lasse Lucidors Skulle jag sörja, då vore jag tokot.